# Cache (Utah)
Cache statisztikai település az USA Utah államában, Cache megyében. Lakosainak száma 38 fő (2010).

## Népesség
A település népességének változása:

| 2010 | 38 |